# François Gouffier de Bonnivet († 1594)
François Gouffier de Bonnivet (* 1518; † 24. April 1594 in Villers-Hélon), genannt le Jeune, um ihn von seinen gleichnamigen Bruder zu unterscheiden, war ein französischer Adliger und Militär.

## Leben
François Gouffier war der zweite Sohn von Guillaume Gouffier de Bonnivet, Admiral von Frankreich, und Louise de Crèvecœur, Dame de Crèvecœur et de Thoix/Thais. Er war selbst Seigneur de Crèvecœur, Bonnivet, Thais etc., Marquis de(s) Deffends.
Er begann seine Militärlaufbahn unter dem Kommando de Lansacs, als Kaiser Karl V. 1532 in die Provence einfiel, folgte dann dem Dauphin ins Piemont und kämpfte 1537 am Pas de Suse, später im gleichen Jahr bei der Belagerung von Hesdin in der Picardie. Danach kehrte er ins Piemont zurück und nahm unter Marschall Annebault an der Belagerung von Cuneo teil, 1542 dann unter Marschall Montpezat an der Belagerung von Perpignan, 1543 an der Belagerung von Landrecies und kämpfte 1544 in der Schlacht von Ceresole.
1552 nahm er an der Belagerung von Metz teil, 1557 kämpfte er in der Schlacht bei Saint-Quentin, 1558 bei den Belagerungen von Calais und Thionville, 1562 bei der Schlacht bei Dreux, dann bei der Belagerung von Orléans und 1567 in der Schlacht bei Saint-Denis, sowie unter Marschall Cossé wieder in der Picardie. 1560 wurde er in den Ordre de Saint-Michel aufgenommen. 1577 ernannte ihn der König zum Lieutenant général und Vizeadmiral der Picardie. Am 21. Dezember 1578 wurde er zum Gründungsmitglied des Ordens vom Heiligen Geist nominiert und am 31. Dezember aufgenommen.
Das Amt in der Picardie behielt er bis 1586, bis ihm König Heinrich III. die nächste freiwerdende Stelle als Marschall von Frankreich versprach. Ab 18. Oktober 1588 wurde er erneut als Lieutenant-général der Picardie in Abwesenheit des Gouverneurs eingesetzt, als die  Liga dort zu mächtig wurde. Die Marschall-Position war eine Zusage, die bis 1589 nicht eingelöst werden konnte und an die sich König Heinrich IV. offenbar nicht gebunden fühlte, der zudem vor allem alte Kampfgefährten und hochrangige Überläufer bedachte. Er starb am 24. April 1594 in Villers-Hélon und wurde in Crèvecœur bestattet.

## Ehe und Familie
François Gouffier de Bonnivet heiratete am 10. Februar 1544 auf Schloss Montargis in Anwesenheit des Königs Anne de Carnazet ((* 1522; †1595), Tochter von Antoine de Carnazet, Seigneur de Brazeux, und Marguerite de Brillac). Ihre Kinder sind:
- Henri (* 23. Juli 1546[1]; † fünf Tage später)
- Henri (* 31. Juli 1547; † ermordet Ende 1589 bei einem Volksaufstand der Liga durch den Marquis de Maignelers in der Kirche von Breteuil), Seigneur de Crèvecœur et de Bonnivet, Marquis des Deffends, venezianischer General; ⚭ 10. August 1576 in Arras Johanna von Bocholtz (Jeanne de Bocholt), Dame de Thiennes, de Calonne etc., 13. Dezember 1609 bezeugt, Tochter von Gottfried von Bocholtz, Baron de Grewembars[2], und Anna von Wittenhorst (Bocholtz (Adelsgeschlecht))
- Claude Louise (* 23. Juli 1548; † nach 11. August 1592); ⚭ (Ehevertrag 19. September 1562) Anthonis van Halewijn (Antoine d’Halluin), Seigneur d‘Esquelbecq, Wailly etc., Sohn von Lodewijk van Halewijn, Seigneur d’Esquelbecq, und Marie de Harmes
- Odet (* 10. August 1549; † 24. September 1549)
- Annibal (* 28. August 1550; † 19. Oktober 1550)
- Asdrubal (* 19. Juni 1551; † 25. Juni 1551)
- Anne (* 11. August 1552[3]; † 12. Oktober 1552)
- Charlotte (* 3. November 1553; † 29. Januar 1554)
- Timoléon (* 31. März 1558; † 1614 Amiens), Seigneur de Thais, de Brazeux et de Montaubert, Vizeadmiral der Picardie; ⚭ (Ehevertrag 26. Januar 1578) Anne de Lannoy, Dame de Morvilliers, 22. Dezember 1610 bezeugt, Tochter von Louis de Lannoy, Seigneur de Morvilliers, Folleville et Paillart, und Anne de La Viefville, Dame du Frestoy, de Neuville et de Boubers
- Charles (* 9. Juli 1559; † 1606 Rue), Prior von Inglevert, 1606 Abt von Valloires
- Françoise (* 20. Oktober 1560; † 14. Februar 1621); ⚭ (1) Jacques d’Orsonvilliers, Baron de Courcy († vor 1582); ⚭ (2) 13. Juli 1582 Adrien (II.) de Boufflers, Seigneur de Boufflers, Cagny, Milly, Haucourt, Urocourt, Buicourt, Ponches et Brailly († 28. Oktober 1622), Sohn von Adrien (I.) de Boufflers, Seigneur de Cagny, und Louis d’Oiron (Haus Boufflers)
- Charles Maximilien (* 1. Januar 1561; † 1588), Seigneur d’Espagny; ⚭ 1582 Marguerite de Hodicq († 1588), Dame de Courteville, Tochter von Claude de Hodicq, Seigneur de Courteville, und Françoise de Halewijn
- Sohn (*/† 27. März 1563)
- Anne (* 6. August 1565; † 1588); ⚭ (Ehevertrag 22. Januar 1591) Nicolas d’Amerval, Seigneur de Liancourt, Baron de Benais, Seigneur de Falvy, heiratete in zweiter Ehe am 12. Juni 1592 Gabrielle d’Estrées und in dritter Ehe NN de La Marck